# Свободний (Сарминська сільрада)
Свободний (рос. Свободный) — селище в Вознесенському районі Нижньогородської області Російської Федерації.
Населення становить 10 осіб. Входить до складу муніципального утворення Сарминська сільрада.

## Історія
Від 2004 року входить до складу муніципального утворення Сарминська сільрада.

## Населення
| 1999 | 2002 | 2010 |
| ---- | ---- | ---- |
| 21   | ↘9   | ↗10  |